# Novăț
Der Novăț ist ein linker Nebenfluss des Vaser im rumänischen Kreis Maramureș.

## Beschreibung
Bei einer Länge von 16 km beträgt die Größe des Einzugsgebietes 88 km².

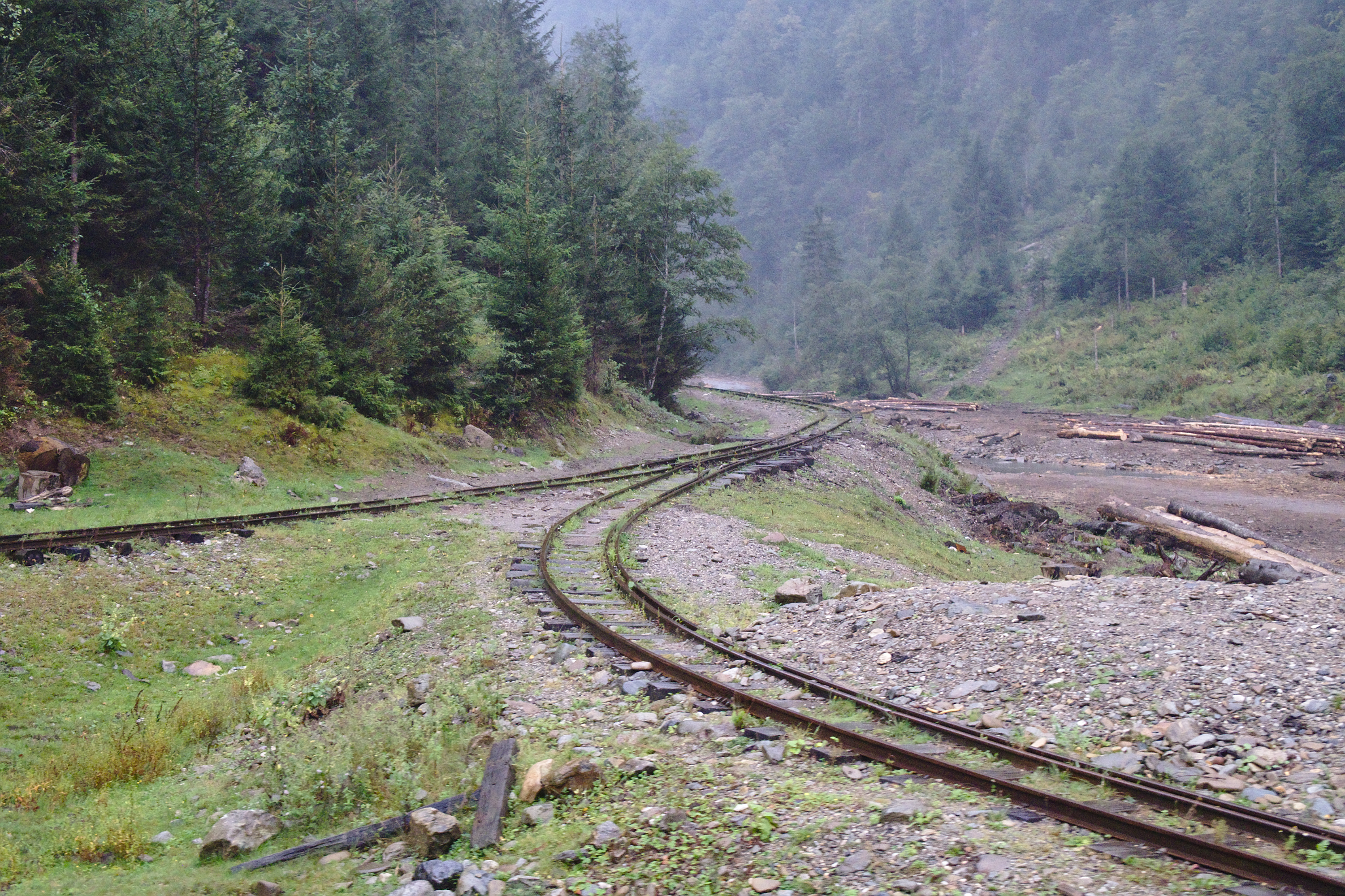
Wassertalbahn im Novat-Tal am Abzweig zum Izvorul Cailor

Die Wassertalbahn hat zwei Stationen am Novăț. An der Station Novat Delta zweigt die hinter der ersten Station, Poiana Novăț (deutsch Novat-Wiesen) stillgelegte Strecke zum Izvorul Cailor, einem am Cailor-Wasserfall touristisch erschlossenen Nebenfluss des Vaser, ab.